# 광활초등학교
광활초등학교는 대한민국 전북특별자치도 김제시 광활면 옥포리에 있는 공립 초등학교이다.

## 학교 연혁
- 1934. 04. 01	진봉공립보통학교 부설 진봉간이학교 인가
- 1944. 04. 19	옥포공립국민학교 인가
- 1953. 01. 13	광활국민학교로 교명 개칭
- 1996. 03. 01	광활초등학교로 교명 개칭

## 참고 자료
- 광활초등학교 - 한국교육학술정보원 학교알리미